# Titularbistum Voncariana
Voncariana ist ein Titularbistum der römisch-katholischen Kirche.
Es geht zurück auf einen untergegangenen Bischofssitz in der gleichnamigen antiken Stadt, die in der römischen Provinz Mauretania Caesariensis (heute nördliches Algerien) lag.
| Titularbischöfe von Voncariana |                                               |                                         |                   |                    |
| Nr.                            | Name                                          | Amt                                     | von               | bis                |
| 1                              | Luigi Bellotti Titularerzbischof pro hac vice | Apostolischer Pro-Nuntius               | 18. Juli 1964     | 23. September 1995 |
| 2                              | Oscar Aníbal Salazar Gómez                    | Weihbischof in Barranquilla (Kolumbien) | 28. Oktober 1995  | 5. Juni 1999       |
| 3                              | Leonard Paul Blair                            | Weihbischof in Detroit (USA)            | 8. Juli 1999      | 7. Oktober 2003    |
| 4                              | Victor Antonio Tamayo Betancourt              | Weihbischof in Barranquilla (Kolumbien) | 12. Dezember 2003 |                    |